# コーニー・ウーストハイゼン
コーニー・ウーストハイゼン（Coenie Oosthuizen、1989年3月22日 - ）は南アフリカの元ラグビーユニオン選手。

## プロフィール
- 南アフリカ・ポチェフストルーム出身。
- 現役時代のポジションはプロップ(PR)。
- 身長 180cm、体重 127kg
- U20南アフリカ代表に選ばれたことがある。
- 南アフリカ代表通算キャップ数は30でラグビーワールドカップ2015の南アフリカ代表に選ばれた[1]。
- バーバリアンズに選ばれたことがある[2]。

## 来歴
フリーステイト・チーターズ、チーターズ、シャークス、シャークスを経て、2020年、セール・シャークスに加入。
2024年、現役を引退した。